# Rumer
Rumer (născută Sarah Joyce pe 3 iunie 1979 în Islamabad) este o cantautoare și chitaristă engleză care și-a făcut debutul discografic în anul 2010, odată cu lansarea albumului Seasons of My Soul. Materialul a primit recenzii favorabile din partea criticilor și a fost comercializat în peste 530.000 de exemplare în Regatul Unit.